# Conseil d'orientation des finances publiques
Le conseil d'orientation des finances publiques est un organisme français chargé d’analyser les finances publiques.
Il a été créé le 5 mai 2006 avec la conférence nationale des finances publiques. Ces deux instances sont supprimées en 2013 lors de la mise en place du Haut Conseil des finances publiques.
Il est composé de 33 membres et se réunit deux fois dans l'année. Ses missions sont :
- de décrire et d'analyser la situation des finances publiques de la France ;
- d'apprécier les conditions requises pour en assurer la soutenabilité et notamment la contribution nécessaire des différentes administrations publiques ;
- de formuler des recommandations ou propositions.